# کاهش مصرف سموم
کاهش مصرف سموم (به انگلیسی: Toxics use reduction)، رویکردی برای پیشگیری از آلودگی است که کاهش استفاده اولیه از مواد سمی را هدف قرار داده و اندازه‌گیری می‌کند. کاهش مصرف سموم بر جنبه‌های پیشگیرانه‌تر کاهش منبع تأکید دارد، اما به دلیل تأکید آن بر ورودی‌های شیمیایی سمی، با شدت بیشتری توسط تولیدکنندگان مواد شیمیایی مخالفت شده‌است. کاهش مصرف سموم (TUR) را می‌توان به مستقیم و غیرمستقیم تقسیم کرد. استفاده مستقیم بر جایگزینی نهاده‌ها در فرایند تولید و طراحی دوباره محصولات برای استفاده کمتر یا بدون مواد شیمیایی سمی تمرکز دارد. در فرایند غیرمستقیم، تغییر فرایند، بهبود عملیات و بازیافت مواد شیمیایی وجود دارد.